# Pseudonympha magus
Pseudonympha magus är en fjärilsart som beskrevs av Fabricius 1793. Pseudonympha magus ingår i släktet Pseudonympha och familjen praktfjärilar. Inga underarter finns listade.